# Ho Ho Lun
Wong Yuk Lun  (黄煜伦; Hong Kong, 19 de julho de 1987) é um lutador de Hong Kong de luta livre profissional, mais conhecido pelo seu nome no ringue de Ho Ho Lun (Hoholun, 何顥麟). Ele é o fundador da Hong Kong Pro-Wrestling Federation. Devido à sua experiência em Hong Kong, Japão, China, Taiwan, Cingapura e na Europa, Ho Ho Lun foi um dos participantes no WWE Cruiserweight Classic em 2016. Depois disso, foi contratado pela empresa para trabalhar no programa Raw, mas foi despedido em 2017.

## Na luta livre
- Movimentos de finalização
  - Bridging German suplex
  - Shining Wizard, às vezes seguido por um Superkick
- Movimentos secundarios
  - Michinoku driver
  - Missile dropkick, sometimes while Springboarding
- Temas de entrada
  - "Dream Within a Dream (Instrumental)" por Hideyuki Asada (WWE; 2016–2017)